# 亞洲電視欠薪及不獲續牌事件
亞洲電視欠薪及不獲續牌事件源於2014年9月5日香港特別行政區通訊事務管理局通知亞洲電視「建議行政長官會同行政會議不為免費電視牌照續期」的消息。其原因在2014年亞視屢次出現欠薪，主要投資者王征拒絕再注資，令亞視面臨財政危機、發薪出現問題。最終，2015年4月1日，香港政府時任為商務及經濟發展局蘇錦樑決定不予亞視續牌，亞視已於2016年4月2日正式停播。

## 時序表
註：此時序表只列出「亞洲電視欠薪及不獲續牌事件」中的重要事件，並非全部事件。

### 2014年
| 月份 | 日期 | 事件 | 參考資料             |
| ---- | ---- | --- | -------------------- |
| 4月  | 22日 | 查懋聲及查懋德聲稱被亞視拖欠2億9,100萬元，採取入稟行動。 | [ 4 ]                |
| 6月  | 29日 | 亞視董事局通過決議，借出二億九千萬元還款給查氏兄弟。 | [ 5 ]                |
| 6月  | 30日 | 亞視向員工聲稱受清盤案件影響，銀行帳戶均被凍結，無法及時發放六月份的薪金。 | [ 5 ]                |
| 7月  | 月初 | 獲主要投資者王征和黃炳均妻子在內的盛氏家族提供資金，亞視向二億九千萬元還款給查氏兄弟，暫將銀根問題解決。 | [ 5 ]                |
| 9月  | 5日  | 通訊局通知亞視「建議行政長官不為免費電視牌照續期」的消息，主要投資者王征停止注資。 | [ 6 ]                |
| 10月 | 7日  | 亞視深夜發表致員工聲明指，公司目前的賬面餘額不足以支付9月份的工資薪酬，正與股東及可能借款方溝通。 | [ 7 ]                |
| 10月 | 16日 | 勞工處向亞視發警告，要求公司盡快支付拖欠員工薪金。 | [ 8 ]                |
| 10月 | 23日 | 亞視向約900名員工支付拖欠的9月份欠薪，資金來自大股東黃炳均及王征，亞視會盡快發放延遲支薪的利息。 | [ 9 ] [ 10 ]         |
| 11月 | 月初 | 獲黃炳均提供資金，亞視如期向員工發放10月份薪金。 |                      |
| 11月 | 25日 | 亞視股東蔡衍明律師在要求高等法院頒令接管亞視一案續審中透露，「通訊局於9月就亞視續牌初步建議不續牌，亞視去年淨虧損達3.78億元」，而王征於8月停止注資，11月初向亞視追討10億元，否則申請亞視清盤。                                                             | [ 6 ]                |
| 12月 | 月初 | 亞視再度拖欠員工薪金。 |                      |
| 12月 | 8日  | 蔡衍明要求委任獨立監管人入董事局並要黃炳均出售股份一案勝訴，法官指王征操控亞視，致通訊局建議不續牌。法官下令委任獨立監管人，黃炳均須出售Panfair所持的10.75%亞視股份予第三者；黃炳均、王征輸堂費，盛品儒則須承擔亞視因王征違規操控而遭通訊局懲罰的100萬元。 | [ 11 ] [ 12 ]        |
| 12月 | 13日 | 執行董事葉家寶承認亞視未向約700名員工發放11月份薪金，涉款1,500萬元。 | [ 13 ] [ 14 ] [ 15 ] |
| 12月 | 17日 | 新聞部發出最後通牒，計劃在員工按法例被遣散當日，即1月1日停止運作。 | [ 14 ]               |
| 12月 | 22日 | 勞工處介入事件，派人到亞視提供協助，為員工進行登記，並向亞視發出警告信，有員工指公司內部士氣低落。 | [ 16 ] [ 17 ]        |
| 12月 | 22日 | 葉家寶引述王征及黃炳均表示不會再注資亞視，指「盛家過去五年已注資超過二十億港元，差不多已完成歷史使命」。 | [ 18 ] [ 19 ]        |
| 12月 | 22日 | 新聞部向管理層發出公開信，如12月31日仍未發放工資，僱傭合約會被視為「變相解僱」，新聞部將不能保證元旦起提供正常新聞採訪，並指「為公眾帶來不便，亦非新聞部所願」。                                                                                           |                      |
| 12月 | 23日 | 高等法院委任德勤合夥人黎嘉恩及何熹達擔任亞視經理人，加入董事局，為公司尋找行政總裁人選。 |                      |
| 12月 | 24日 | 德勤召開記者會，希望有「白武士」投資亞視；亞視同日下午召開董事會，委任德勤黎嘉恩及何熹達成為公司獨立非執行董事。 |                      |
| 12月 | 29日 | 亞視執行董事葉家寶表示會向員工發放11月一半薪金，使用約600至700萬元，約1月5日才發放餘下一半薪金，但如果在2015年1月1日未能發放餘下的工資，仍然等於變相解僱員工；而新聞部編輯主任羅佩琼指元旦起新聞部會縮短新聞時間。                                         |                      |
| 12月 | 29日 | 勞工處勞資關係科高級勞工事務主任李志聰表示，亞視欠薪問題抵觸僱傭條例，屬於違法，若有足夠證據，勞工處將提出檢控，目前正等候律政司意見。 |                      |
| 12月 | 30日 | 亞視員工收到11月份的一半薪金，新聞部編輯主任羅佩琼明言拒絕接受「發半薪」安排，將在元旦日離職。羅佩琼又指已建議下月起縮減約三分一新聞時段，較側重國際新聞，縮減本地新聞。                                                                                   |                      |

### 2015年
| 月份 | 日期 | 事件 | 參考資料 |
| ---- | --- | --- | -------- |
| 1月  | 1日 | 亞視因資金緊絀而拖欠員工薪酬，節目播映受到影響，取消播出新聞節目《亞洲早晨》、《ATV焦點》、《新聞簡報》、《普通話新聞》、《Sports@TV》等。原時段改為重播《爸爸兩邊走》、《香港百人》等劇集與資訊節目。同時縮短《理財博客》及其餘粵語及英語新聞播放時間，改為播映《ATV 這一家》報導亞視欠薪、放盤消息，及重播劇集。黃金時段外購劇集改以重播劇集代替播映，重播《計中計狀元財》、《萬家燈火》及韓劇《鄰居冤家》。 |          |
| 1月  | 7日 | 亞視發放11月份的餘下半份薪金，但未能確定何時發放12月的薪金。 |          |
| 1月  | 13日 | 亞視管理層以「解燃眉之急」為由，單獨約見員工並遊說員工簽下承認向大股東黃炳均名下公司昌興物料(國際)有限公司借錢的收據，一經簽署可獲發一張等同12月份薪金的支票，離職須立即還錢。 |          |
| 1月  | 23日 | 亞視旗下亞洲會製作《萬眾同心撑亞視》義演，晚上19:30-23:25於本港台及亞洲台同步現場播放，設立熱線供市民「加油」，希望各界相助亞視，出席藝人包括朱慧珊、蔡國威、劉錫賢、黃集鋒、宮雪花、亢帥克、李龍基、陳嘉桓、張崇基及張崇德、立法會議員梁美芬等。now TV派出梁思浩和李麗蕊上演《娛樂審死官》，立法會主席曾鈺成拍攝打氣片段，無綫派出數十名藝員錄製片段，包括郭晉安、蔡少芬、王祖藍、鍾欣潼、周柏豪、陳法蓉、劉丹、錢嘉樂和陳凱琳等。 |          |
| 1月  | 26日 | 亞視經理人德勤協助黃炳均出售10.75%股權招標截止，德勤指收到數份投標建議書，需一至兩星期詳細審閱。 |          |
| 1月  | 30日 | 亞視向月薪2.2萬元以下的員工發放12月份全數薪金，佔亞視600多位員工總數八成。 |          |
| 2月  | | |          |
| 2日  | 第1批亞視前員工入稟勞資審裁處追討欠薪，部分人跟亞視和解，2月15日會獲發欠款。 | |          |
| 10日 | 有人於香港討論區圖文並茂指出網絡公司易租站（ecrent.com）與王征及黃炳均「簽文件」，易租站回覆時確認事件，但「暫不方便提供詳情」。 | |          |
| 11日 | 德勤合夥人黎嘉恩公佈有3人投標收購黃炳均的股權，均有意購入50%以上股權，但主要債權人王征不滿三人出價，仍在商議。 | |          |
| 11日 | 亞視召開記者會，執行董事葉家寶表示名媛趙曾學韞會發起「一人一股救亞視」行動，呼籲亞視支持者投股認購10.75%股權。 | |          |
| 12日 | 第2批亞視前員工入稟勞資審裁處追討欠薪，大部份人事前和亞視達成和解，15名前員工只有兩人上庭。 | |          |
| 月中 | 亞視向多方出售近600套粵語、國語、潮州话長片，包括中聯公司及光藝製片近300套出品，合計賣出約900小時，包括《難兄難弟》、《十兄弟》及白雪仙演出作品等。300套長片由無綫以近700萬元購入，包括李小龍未成名時的及楚原和秦劍執導的作品，部分因年代久遠出現損壞；300套落入神秘買家手中，部分則捐予「電影資料館」。 | |          |
| 17日 | 亞視於下午向鄧成波出售位於荃灣的農地，涉及約一千萬元；亞視亦變賣在惠州和增城的5套物業。 | |          |
| 17日 | 亞視以近500萬元向蕭定一旗下的中國3D數碼娛樂有限公司出售1977年至1981年由蕭若元創作的29套電視劇「永久版權」，包括《大地恩情》、《大內群英》系列、《大丈夫》、《鱷魚淚》、《天蠶變》、《天龍訣》、《太極張三豐》及《浮生六劫》，集數合共1067集。                                                            | |          |
| 17日 | 無綫以1000萬元買入2000小時，相等於約80套武打劇集香港地區及獨家海外播映權，包括張家輝及甄子丹等昔日舊作《洪熙官》、《中華英雄》及《精武門》等，亞視仍可播出有關劇集。 | |          |
| 17日 | 葉家寶諮詢律師及會計師後指「一人一股救亞視」過程複雜，決定「不再積極推行計劃」。 | |          |
| 17日 | 亞視內部員工表示製作部助理副總裁冼偉智透過堂兄冼國林名下財務公司「第一信用財務」向亞視全職員工免息借貸一萬元過年，而借貸與亞視並沒有任何關係，冼偉智亦不涉及任何金錢利益。 | |          |
| 18日 | 亞視透過賣地及賣斷節目版權，在大除夕向所有員工支付1月份薪金和部分員工的12月份欠薪，並在2月18日期限前向通訊局繳交約一千萬的第1期牌照費。 | |          |
| 3月  | 月初 | 透過變賣資產，亞視如期向員工發放2月份薪金。 |          |
| 3月  | 11日 | 《中國證券報》指創業板上市公司皓文控股擬購入亞視逾半股權，皓文控股晚上證實有意收購亞視，惟只是初步階段，如有屬實，則須進行集資活動。 |          |
| 3月  | 17日 | 亞視繳交第2期牌費限期前夕，無綫與霍士娛樂以700萬元購入亞視500小時非武打劇集香港地區及獨家海外播映權，包括《再見艷陽天》、《我和殭屍有個約會》系列、《我和春天有個約會》、《影城大亨》及《縱橫四海》等，亞視仍可播出有關劇集。 |          |
| 3月  | 26日 | 《財新網》刊登王征專訪，形容亞視命運「氣數已盡」。王征表示，於2013年8月通訊事務管理局裁定他干擾亞視日常營運後，家族內部已決定不再支持亞視，尋找接盤人；但最後一名「白武士」於3月21日回絕出資拯救亞視，他決定放棄最後的掙扎，58年歷史的亞洲電視很可能於3月底關閉。 |          |
| 3月  | 26日 | 亞視發表聲明澄清，指「王征並未說過亞視『氣數已盡』，而一直為亞視的戰鬥精神和市民的支持而感動」；執行董事葉家寶則重申現時的運作一切正常，指王征並未說過亞視「氣數已盡」，不相信亞視會於月底倒閉。 |          |
| 3月  | 31日 | 亞視於《六點鐘新聞》單方面宣佈大股東黃炳均及主要投資者王征將旗下控股權轉讓予香港電視網絡主席王維基，並將豁免亞視所欠的大部分債務。交易尚需得到法庭同意，並需得到通訊局批准。 |          |
| 4月  | 1日 | 香港電視網絡在早上發出澄清公告，指王維基並未與王征達成股權轉讓協議。 |          |
| 4月  | 1日 | 亞視經理人德勤會計師行於下午2時突然召開記者會，宣布成功為亞視找到投資者。雙方於該天早上簽訂買賣協議條款書，在亞視成功續牌後收購大股東黃炳均手上五成二股份，以及亞視欠王征的債務。德勤黎嘉恩指出條款書會在一個月內簽正式買賣合約，之後繼續申請復牌程序；但必須成功續牌才可完成買賣。雙方簽訂的買賣協議條款書印有一間名為「AID PARTNERS」的公司，黎嘉恩指出買家是一家香港人持有的公司（並非香港電視網絡），簽署後會注資支薪。 |          |
| 4月  | 1日 | 由於亞洲電視的本地免費電視節目服務牌照於2015年11月30日屆滿，香港政府本應於2014年11月由行政會議宣布決定，但一再拖延。香港政府行政會議於2015年4月1日下午召開特別會議，商討亞視續牌事宜，並決定不續牌予亞視；同日傍晚時任商務及經濟發展局局長蘇錦樑宣布，行政長官會同行政會議決定亞洲電視的現有免費電視牌照不獲續期。通訊局按照廣播條例給予12個月的通知期，故亞視可以提供免費電視服務多12個月，至2016年4月1日正式結束免費電視廣播。亞洲電視聲明指出在投資者已落實的情況下，政府仍不續牌予亞洲電視，對有關決定表示意外和憤慨，表示將繼續抗爭，並不排除採取法律手段。 |          |
| 4月  | 2日 | 透過變賣資產，亞視如期向員工發放3月份薪金。 |          |
| 4月  | 13日 | 香港電視網絡建議租用亞視模擬本港台及數碼11台頻道，每日播放4小時港視節目，廣告收入五五分賬，每月亞視另外獲得最少500萬元收入；港視要求亞視在4月20日下午5時前回覆，亞視稱保持開放態度。 |          |
| 4月  | 20日 | 香港電視網絡回覆期延長至4月27日下午5時，葉家寶反建議港視將保底費加一倍至1000萬港元，租用時數則減至1每天3個小時。 |          |
| 4月  | 27日 | 香港電視網絡發出公告指有關租用亞視頻道播放節目建議在下午5時正式作廢。 |          |
| 5月  | 7日 | 透過銷售節目和廣告，亞視於下午5時以現金支票形式向員工發放4月份薪金。 |          |
| 5月  | 21日 | 《蘋果日報》刊登執行董事葉家寶專訪，表示「若再沒有股東或投資者注資，最壞情況下將於亞視58周年台慶日（5月29日）舉行紀錄片節目並正式光榮結業」。 |          |
| 5月  | 22日 | 執行董事葉家寶澄清亞視5月29日結業是誤會，強調說法只是若亞視可在台慶日結業也「不錯」，純屬假設；董事會及管理層盡最大努力，令亞視可以繼續營運。 |          |
| 5月  | 29日 | 亞視於台慶日以自動轉帳方式向全體約500名員工發放5月份的薪金，是亞視數月來再次能在月底前發薪。 |          |
| 6月  | 12日 | 亞視舉行「58週年員工盆菜宴」，執行董事葉家寶結上象徵亞視前景一片光明的橙白領呔，並多謝五百多位員工堅持不放棄。葉家寶宣佈新投資者於6月11日成功與股東簽署買賣合約，買入黃炳均持有的52.41%亞視股份。他指新投資者承諾「大做亞視」，期望3年打造亞視成「亞洲文化傳媒集團」。 |          |
| 7月  | 3日 | 亞視員工於下午陸續收到公司以現金支票形式發放的6月份薪金。 |          |
| 8月  | 7日 | 新投資者注資亞視，亞視以現金支票形式發放的7月份薪金。 |          |
| 9月  | 7日 | 亞視仍未發放8月份薪金，再度拖欠員工薪金；葉家寶於博客直言「心力交瘁」。 |          |
| 9月  | 9日 | 亞視管理層舉行記者會，執行董事葉家寶、高級副總裁劉瀾昌、副總裁劉建城、新任營運總裁馬熙及亞視•中國廣東省董事長何子慧出席。葉家寶宣佈中國文化傳媒國際控股有限公司購入黃炳均52.41%的股權，其中41.66%完全交易成功。 |          |
| 9月  | 15日 | 亞視向大部份員工發放8月份薪金，尚餘包括葉家寶在內的20多位高級管理層未發放薪金。 |          |
| 9月  | 16日 | 亞視向20多位高級管理層發放8月份薪金。 |          |
| 9月  | 24日 | 亞視舉行員工大會，管理層承諾會準時支薪。執行董事葉家寶未有出席，但強調「現階段所有欠薪問題已解決，自己已竭盡所有方法確保員工獲取工資」。 |          |
| 9月  | 29日 | 亞視加開兩條頻道獲通訊局批准，葉家寶預料10月將陸續轉換頻道；營運總裁馬熙預料10月調整員工薪金。 |          |
| 10月 | 2日 | 葉家寶被控拖欠員工薪金案在沙田裁判法院開審，葉家寶對102項票控均不認罪，得到近300名亞視員工撰寫公開信支持。 |          |
| 10月 | 9日 | 葉家寶獲聘為協盛協豐控股有限公司的行政總裁及執行董事，即日生效。 |          |
| 11月 | 14日 | 亞視兩次未能在限期前繳交罰款，被通訊局罰款7萬元。 |          |
| 11月 | 27日 | 葉家寶被指疏忽或縱容亞視拖欠24名員工薪金及超時津貼被裁定其中100項欠薪罪罪成。 |          |
| 12月 | 2日 | 執行董事葉家寶疏忽或縱容導致亞視欠薪到區域法院應訊，幾十名親友到場聲援，葉家寶被判罰15萬元。葉家寶表示「不明白為何一名受薪員工要負刑責」，但接納法院判罰，須於兩個月內繳交。 |          |
| 12月 | 6日 | 亞視因欠交差餉和地租，遭政府入稟追討兩年合共7個季度約924萬元的欠款及額外利息。 |          |
| 12月 | 7日 | 亞視收到投資者借貸資金，向超過一半員工發放11月薪金。 |          |
| 12月 | 7日 | 葉家寶於晚上九時發佈以「辭去執行董事職務」為題的網誌，以不能再「以身試法」為由，辭任龍維有限公司於亞洲電視董事會代表董事的職務；及向亞洲電視董事會辭去亞洲電視執行董事的職務，但留任高級副總裁。 |          |
| 12月 | 8日 | 原定錄影的《第27屆ATV2015亞洲小姐競選》射擊節目因財困問題取消。 |          |
| 12月 | 15日 | 亞視未在10月31日或之前提交「2014會計年度審計帳目」，通訊局決定向亞視施加罰款10萬元，限期後每周罰款1萬元直至亞視提交帳目為止。 |          |
| 12月 | 月中 | 葉家寶辭任高級副總裁，12月25日開始離職前休假。 |          |

### 2016年1至3月
| 月份 | 日期 | 事件 | 參考資料 |
| ---- | ---- | --- | -------- |
| 1月  | 7日  | 亞視公關及宣傳科高級經理黃守東指亞視已獲新投資者的貸款，陸續向員工發放12月份薪金，尚有逾百名員工未獲薪金。 |          |
| 1月  | 8日  | 亞視仍未向全數員工發放12月薪金，勞工處派員到大埔總部進行調查。 |          |
| 1月  | 8日  | 晚上，亞視發言人黃守東表示亞視已向全體員工以支票發放12月份薪金，感謝中國文化傳媒國際控股有限公司及主席司榮彬的支持。 |          |
| 1月  | 12日 | 有傳員工收到的12月薪金支票被彈票，有員工收到亞視通知暫時不要入票，亞視發言人表示由於「調動程序上出現情況」，公司現正積極安排發放餘下部分員工的薪酬。 |          |
| 1月  | 12日 | 新聞部高層不滿未發放12月薪金，揚言煞停《六點鐘新聞》，司榮彬急回公司召開會議，承諾盡快解決薪金問題。 |          |
| 1月  | 29日 | 亞視未向部分員工發放12月薪金及全數員工1月份薪金，亞視發言人指管理層正盡最大努力，期望向尚未獲發12月份薪金的員工發放薪金。 |          |
| 1月  | 29日 | 亞視員工透露，亞視2月1日起將停播《亞洲早晨》及《十二點半新聞》。 |          |
| 2月  | 1日  | 因亞洲電視拖欠部分員工12月份薪金的1個月期限屆滿，部分員工引周《僱傭條例》第10A條提出自動遣散，至少5人來自新聞部和製作部，年資達10多年，再加上新聞部的人手資源短缺，即日起停播《亞洲早晨》及《十二點半新聞》，《六點鐘新聞》和《夜間新聞》則維持播放。 |          |
| 2月  | 3日  | 亞視早上召開員工大會向員工解釋最新情況，股東代表何子慧表示仍未能發放薪金，要求員工再等三十日，待司榮彬找尋中國創新投資及協盛協豐控股協助發薪，又指「支薪不是最重要，可持續發展才是最重要」，引起員工鼓燥。何子慧又怪責新聞部報道欠薪事件，又指「不明白為何傳媒經常將亞視描述得如此差」。5名外電記者因此引用《僱傭條例》10A條離職，新聞部只剩5名外電記者。有新聞部員工在大會上指如今日仍未能支薪，將不會製作新聞報道，亦有其他部門員工坦言不讓節目播出，有員工以粗口指罵何子慧。營運總裁馬熙被困電梯，沒有出席早上的大會。 |          |
| 2月  | 3日  | 下午一時，製作部副總裁趙汝強決定辭職，他指「對這間公司已經是情至義盡，亦覺得自己無能為力，所以由今日開始我光榮引退。」 |          |
| 2月  | 3日  | 下午會議開始，亞視高層改口，營運總裁馬熙向員工承諾將於2月5日年廿七向員工以支票發放12月及1月薪金，並以車接載員工去銀行提款。 |          |
| 2月  | 3日  | 因亞視新聞部人手資源短缺，亞視在沒有通知下即日起取消播出《普通話新聞》，由《嶺南尋根之旅》、《暢遊廣東144小時》等旅遊節目代替。 |          |
| 2月  | 3日  | 有高層在一節員工大會上宣布劉瀾昌已被解僱，因投資者司榮彬不滿亞視新聞日前報道亞視欠薪及新聞及公共事務部高級副總裁劉瀾昌公開接受訪問承認亞視停播風險時刻存在，即日解僱高級副總裁劉瀾昌，要求他即日離職，但被劉瀾昌否認。 |          |
| 2月  | 4日  | 早上，劉瀾昌引用《僱傭條例》10A條向上級提出離職，正式辭去新聞及公共事務部高級副總裁。 |          |
| 2月  | 4日  | 尹衍河及黎子傑辭任董事，亞視只餘下3名董事，包括蔡紹中、黃寶慧及司榮彬。 |          |
| 2月  | 5日  | 亞視管理層日前承諾發薪，曾傳出下午3時會發支票，但截至下午5時仍未發支票。亞視新聞及公共事務部副總裁陳興昌向員工表示公司未能支付12月及1月的欠薪，公司未能籌集足夠資金，請員工自行決定去留，並向員工致歉。至少10名新聞部員工，包括港聞及體育記者即場辭職。另外，約十多名導演和剪片傾向引用僱傭條例10A條自動遣散。 |          |
| 2月  | 5日  | 晚上六時，《六點鐘新聞》如常播出，但沒有提及公司未有發薪的事。 |          |
| 2月  | 5日  | 新聞部採訪主任通知記者「由於人手不足，由明日開始，原本要上班的記者，都要放補假，不用上班，直至另行通知」；有指因導演不夠，亞視未能廣播新聞，而消息指亞視2月6日起不會有新聞時段。 |          |
| 2月  | 5日  | 晚上七時半，營運總裁馬熙手持手寫講稿步出亞視總部，公布亞視仍未有足夠資金發薪。他表示︰「我盡了一輩子以來最大努力，透過各種不同途徑，包括為員工安排新薪金，與各董事、投資者，包括司榮彬先生，要求注資，可惜未能成功，我就對今天未能發放薪金的事，向各位同事致歉，我現在要求馬上召開董事會，請董事們決定公司日後的前路。」 |          |
| 2月  | 5日  | 晚上九時，亞視公關及宣傳科高級經理黃守東宣布馬熙已請辭，他表示︰「馬熙剛已向董事會提出辭去營運總裁的職務，亦向同事發出公開信，向同事解釋部門主管亦召開會議，現階段亞洲電視會維持基本運作。至於公司的未來或前途，就如馬熙所指要留待董事會決定。」 |          |
| 2月  | 5日  | 晚上十時半，亞視《夜間新聞》報道，王征發聲明，稱新投資者未能履行義務，為免混亂局面持續，他作為主要債權人於下午5時向高等法院申請亞視清盤。 |          |
| 2月  | 5日  | 當晚粵語新聞記者蔡芷璇與財經記者吳若瑜主持最後一次粵語《夜間新聞》，並於結尾共同帶出贈言「有緣再會」；英語新聞記者Raymond Yeung則主持最後一次英語《夜間新聞》，並於結尾帶出贈言「To all our viewers, thank you so much for your support over the years. Goodbye and good night」；而亞視新聞部員工亦在新聞後拍攝大合照。 |          |
| 2月  | 6日  | 早上，亞視仍有員工上班，包括保安部、工程部，新聞部亦有職員駐守。同時也有員工拿著物品離開，多部新聞部採訪車都停泊於總台內。 |          |
| 2月  | 6日  | 隨著亞視股東王征以主要債權人身份入稟向香港高等法院遞交亞視清盤申請，新聞部人手嚴重不足，評估後暫停各頻道的新聞報道。中午，亞視公關及宣傳科高級經理黃守東表示：「我們新聞部主管在評估過新聞部客觀的形勢後，由於在人手、或者其他各樣客觀條件不具備下。我們在別無選擇的情況下，是暫時暫停我們各個頻道各節的新聞報道。」亞視即日起取消播映《六點鐘新聞》、《夜間新聞》、傍晚《天氣報告》、晚間《經濟快訊》、晚間及夜間《體育快訊》、《英語晚間新聞》、《英語夜間新聞》，但保留本港台播放的《當年今日》、《兩岸點滴》、本港台及亞洲台播放的《亞洲點滴》及《新聞故事》（改為只由亞洲台星期六、日22:45-23:00播放）及國際台转播的中国中央电视台的新闻节目，但此舉勢違免費電視牌照中「須於每晚6時至午夜12時提供兩節不能少於15分鐘的新聞時段」規定。亞視發言人黃守東同日中午更宣佈要暫停各頻道各節的新聞報道。 |          |
| 2月  | 7日  | 亞視新投資者司榮彬在年廿九向員工派300元利是。 |          |
| 2月  | 8日  | 亞視股東代表何子慧在年初一向員工派發200元利是。 |          |
| 2月  | 11日 | 農曆新年假期結束，亞視早上陸續有員工上班。新聞部主管通知員工於早上11時回公司開會，商討去留。新聞部管理層稱司榮彬已尋求新投資者願意出資3000萬元，最遲12日可解決欠薪問題。 |          |
| 2月  | 12日 | 中國創新投資要求亞視投資者司榮彬擁有的中國文化傳媒國際歸還去年11月簽訂諒解備忘錄已收取的1,500萬元誠意金。 |          |
| 2月  | 12日 | 中國趨勢要求亞視償還去年11月轉讓目標公司股權及有關的節目版權已收取的首期300萬元。 |          |
| 2月  | 15日 | 亞視新聞及公共事務部副總裁陳興昌指如果資金到位，會復播亞視新聞。 |          |
| 2月  | 20日 | 亞視新聞恢復製作本港台的《六點鐘新聞》、《夜間新聞》，新聞部有3名記者及2名採訪主任上班，但只會派攝影師外出拍攝。 |          |
| 2月  | 22日 | 通訊局宣布亞視因未有於2月6日至19日在本港台播放詳盡新聞報道、自2月6日起沒有在國際台播放詳盡新聞報道、沒有遵守《廣播條例》規定公司董事必須符合居港規定的要求、欠交免費電視牌照費第一期費用、欠交兩項罰款，而被釘牌30日，並在28日內可以上訴，但有關程序不大可能在亞視的免費電視牌照於今年4月1日屆滿前完成和生效。 |          |
| 2月  | 22日 | 司榮彬向未收到2015年12月薪金的員工發薪。 |          |
| 2月  | 24日 | 王征向高等法院要求委任臨時清盤人，司榮彬反對建議，並指他會繼續注資三億元發展及重組亞視，但法官夏利士認為王佂有權申請清盤，又認為亞視處於混亂狀態，最合適的方法是由法庭委派臨時清盤人去解決，因此高等法院頒令委任德勤‧關黃陳方會計師行作為亞視臨時清盤人。 |          |
| 2月  | 29日 | 下午3時，亞視臨時清盤人德勤於亞視召開員工大會，宣布「解散所有員工，之後會再聘請部分員工，以維持基本運作」。德勤又指亞視現金僅餘20萬元，或要出售部分公司資產才可發放員工欠薪；亦指已口頭通知通訊局，今日會「熄總掣」，有傳亞視3月1日起將再度停播；德勤原定7時召開記者會，但舉行前半小時突然取消。 |          |
| 2月  | 29日 | 下午4時，何子慧等管理層到達高院，將保護亞視正常運作的員工聯署文件交予法庭，向法庭申請暫緩執行清盤令，並向法庭緊急申請命令。 |          |
| 2月  | 29日 | 下午4時半，10名勞工處職員抵亞視為300多名員工進行登記。 |          |
| 2月  | 29日 | 晚上7時，亞視公關及宣傳科高級經理黃守東在高等法院外宣布法庭已接納申請，頒令於3月1日下午三時前亞視不能停播、也不能遣散員工。 |          |
| 2月  | 29日 | 晚上十時半，德勤發出聲明指傍晚收到高等法院通知，指示臨時清盤人出席3月1日3時臨時召開的緊急聆訊，決定取消記者會。 |          |
| 3月  | 1日  | 下午3時，高等法院緊急聆訊亞視入稟阻止臨時清盤人德勤解僱員工，德勤、王征及中國文化傳媒控股三方均派員出席。德勤指亞視如要營運至本月底需2500萬元經營開支，債項高達20億，欠薪累積至1600萬元，但司榮彬一方不同意；中國文化傳媒澄清他們並非股東而是債權人，指他們「只願為仍留在亞視的120名員工支付1月至3月薪金，金額約250至300萬元，司榮彬出於好心，把3月的薪金當作借予亞視的債項，若然亞視會於3月31日後結束，該筆金額將視作司給予亞視的禮物」；司榮彬一方亦指司榮彬準備向亞視注資3億，並有新投資者注資1.5億；司榮彬願意隨時拿出300至400萬元，只為「不希望這間有59年歷史的電視台於一夜之間消失，故司榮彬盡力維持亞視，直至最後一分一秒」，並希望亞視於4月1日舉辦亞洲小姐競選，使亞視圓滿地結束；德勤一方指只要司榮彬願意立即向亞視注資，不反對讓亞視繼續營運。                                             |          |
| 3月  | 1日  | 高等法院聆訊亞視清盤令押到3月3日早上10時裁決，待亞視與臨時清盤人商討最佳解決方案。 |          |
| 3月  | 2日  | 早上七時，約五十名前亞視職藝員包括葉家寶、鮑起靜、黎燕珊、魏秋樺、李菁、宮雪花、劉錫賢、張家瑩、蔡國威、筱靖、呂晶晶、黃竣鋒等響應徐小明召集，到大埔亞視廠房拍照留念。 |          |
| 3月  | 2日  | 下午，德勤提出修訂條件，要求亞視若繼續營運需最少保留150人，並要求投資者在限期前提供最少800萬元資金。 |          |
| 3月  | 3日  | 早上，德勤代表在庭上稱無法與司榮彬及債權人達成協議；法官指「亞視問題非一朝一夕，是管理層拖延問題，尤其所謂內地投資者等到最後才想辦法，是非常不幸」；法官表示如果雙方沒有協議，法庭不能干涉，亦不會協助商討，如雙方未有共識，臨時清盤人有權依照清盤程序作出「必須採取的行動」。司榮彬一方則指願向留到最後的120名員工發放1至3月薪金，又指「資金一直準備就緒，但德勤提出有關行政上的要求不合理」，行政經理陳式宗指三月營運開支估算不多於220萬元，而供應商亦指若亞視能支付一定金額會確保提供服務至4月1日。司榮彬一方則願注資800萬作亞視三月的營運費用，有信心可營運至4月1日。 |          |
| 3月  | 3日  | 下午2時半，亞視發言人黃守東指司榮彬會無償投入一千萬元，希望亞視繼續營運至4月1日，並引用「豈讓國土再遭踐踏，個個負起使命」形容心情。 |          |
| 3月  | 3日  | 司榮彬向擬定留職的100至120人傳送以簡體字寫成的「接受被亞視再僱用的條款」合約，條款包括「中國文化傳媒」將「發放3月份薪金及在月底發放多一次等額薪金，作為接受再僱用的鼓勵」，但員工須同意不在4月2日前向亞視或臨時清盤人追討2月份或以前的欠薪。直至晚上，未有員工簽署該份文件。 |          |
| 3月  | 3日  | 晚上7時，臨時清盤人德勤召開記者會，黎嘉恩指「綜觀過去的歷史，亦擔心將來繼續營運會否增加債權人的損失。沒見到任何現金放在我們這裡，甚至放在任何一個中間的第三方，包括律師、我們律師也好，文化傳媒律師也好，在這個情況下，我們決定明早會遣散亞洲電視員工，因為遣散亞洲電視員工會導致停播，這是我們不想見到的事。」德勤指自3月1日一直與亞視股東就如何維持營運討價還價。對於德勤3月2日提出的修訂條件，亞視代表在早上開庭曾表示司榮彬願提供八百萬元現金，但一直提供不到可行的方案，以致德勤在傍晚決定不再等司榮彬。德勤表示除部分保安、會計留下協助保護和出售資產，其餘都會在3月4日早上10時前遣散，亞視將因而停播，但收台時間未定。 |          |
| 3月  | 3日  | 晚上9時50分，何子慧批評德勤遣散員工的決定粗暴，又批評德勤表現不專業，強調司榮彬已盡一切努力，接手後「無炒過一個員工」，但德勤卻以迅雷不及掩耳的速度將亞視清盤及解散員工。她又指不再注資是因為不信任德勤，否認這樣做令亞視停播。 |          |
| 3月  | 4日  | 凌晨，司榮彬向亞視主管發訊息表示決定仍堅持挽救亞視。清晨5時，司榮彬再向員工發「告亞視同人書」短訊，呼籲他們「千萬別收德勤解僱信，靜候司總的好消息。」 |          |
| 3月  | 4日  | 早上9時，臨時清盤人在大埔廠房與員工開會，並陸續向員工派發遣散信。早上10時，何子慧亦返抵亞視廠房。 |          |
| 3月  | 4日  | 早上11時，亞視在大埔總台召開記者會，何子慧、毛義德、黃守東、陳興昌等出席，投資者和管理層反對收台，並即場展示有500萬現金及司榮彬簽署的500萬支票，證明「有能力支付員工薪酬和營運至下月牌照期滿」。 |          |
| 3月  | 4日  | 下午，有傳德勤與亞視工程部人員達成協議，於晚上6時「熄大掣」。 |          |
| 3月  | 4日  | 下午5時55分，亞視發言人黃守東表示：「六點熄機絕無此事，只是謠言」，他又指通訊局下午已收到德勤書面通知將於4日遣散員工及計劃停止廣播服務，但通訊局指資料不齊全，要求澄清停播日期及確認不會復播。 |          |
| 3月  | 4日  | 晚上6時，亞視照常播出《六點鐘新聞》，頭條為亞視投資者召開的記者會，指亞視會營運至4月1日。 |          |
| 3月  | 4日  | 晚上9時12分，亞視黃守東表示收到司榮彬及代表通知法院同意由亞視向德勤提出的重組方案，認為可以理解為亞視能夠繼續營運及廣播直至4月1日牌照期滿，柳暗花明又一村，亞視亦會研究轉型可能，確保於失去牌照後有新階段發展。方案中會重新聘請160名員工，維持3月至4月的服務，而這批員工將於3月5日獲發3月份薪金；中國文化傳媒向亞視提供一筆800萬元資金，部份需分批以現金於3月5日及7日前向臨時清盤人支付，另以兩份共500萬的銀行保證書，分別於3月11日及31日向臨時清盤人支付。 |          |
| 3月  | 5日  | 亞視在已被遣散的400名員工中重新聘請160名，合約為期至4月1日，規定由中國文化傳媒向員工支付3月份工資，並將於同月31日發放一筆相等於月薪的獎金及加班津貼。合約又指亞視及德勤均毋須承擔支薪安排所致的責任，而亞視員工須同意4月2日前不追討之前欠薪，明白可從破產欠薪保障基金申請1、2月份欠薪賠償。 |          |
| 3月  | 7日  | 亞視投資者司榮彬未有按協議提供全數800萬元即時款項予亞視，違反3月4日的有條件協議，臨時清盤人將考慮採取一切適當的行動，而臨時清盤人有權停止亞視廣播及營運。 |          |
| 3月  | 7日  | 勞工處表示3月4日至7日收到約280個破欠基金的申請。 |          |
| 3月  | 8日  | 凌晨，中國文化傳媒發聲明指德勤連日的粗暴行為嚴重傷害亞視聲譽並造成惡劣影響，又指臨時清盤人將從亞視清盤中謀取龐大的清盤費用，成為最大受益者，因此會向法院申請終止德勤臨時清盤人的職權，以保障亞視、亞視員工及投資者的合法權益；而中國文化傳媒已按協議注資500萬元現金，並已準備了300萬資金預備注資。 |          |
| 3月  | 9日  | 中國趨勢控股發表公告指已於3月8日向德勤提出兩個亞視債務重組方案建議，分別是「以現金向亞視支付預計清盤所得，及支付截至下月1日亞視員工的欠薪和清盤人費用，以換取亞視控制性股權，並向亞視注入旗下電商媒體業務，改名為「ATV」，並向重組後的亞視提供最多5億元免息貸款」或「以現金支付截至下月1日亞視員工的欠薪和清盤人費用，並將債權轉為亞視股份」。中國趨勢主席兼行政總裁向心指公司將發展串流電視，改造亞視成「亞洲Netflix」。 |          |
| 3月  | 9日  | 協盛協豐召開股東特別大會商討集資問題，通過「配售股份和發行可換股債券，以通過三億元貸款給亞視投資者中國文化傳媒」，協盛協豐擬按每股不低於兩毫的配售價，配售最多九億股新股，並發行總值一億二千零四十五萬元三年期可換股債券，再借出三億元資金予亞視投資者司榮彬旗下的中國文化傳媒。 |          |
| 3月  | 10日 | 協盛協豐執行董事兼首席執行官葉家寶正式離任亞視高級副總裁。 |          |
| 3月  | 14日 | 中國趨勢發出公告指於3月12日獲德勤通知，指經向亞視主要債權人徵求意見後，再綜合各種因素，未能接受中國趨勢遞交的亞視債務重組建議，中國趨勢會繼續向亞視追討欠款及索償違約損失。 |          |
| 3月  | 14日 | 晚上，臨時清盤人德勤發聲明指司榮彬控制的中國文化傳媒集團有限公司已向亞視提供800萬元款項及200萬元的銀行本票。 |          |
| 3月  | 18日 | 亞視再度逾期未交牌照費及罰款，亞視2015年12月未有依期繳交牌照費，通訊局向亞視罰款20萬港元，亞視須於2月18日及3月18日分兩期繳付牌照費及利息。亞視合共欠款及利息達540萬港元，並未繳交49萬元的罰款。 |          |
| 3月  | 24日 | 臨時清盤人德勤向獲重新聘用的154名員工中的約120名派發「終止僱傭合約通知信」，信中指「基於公司現時財政狀況，僱傭合約將於4月2日終止，而員工最後工作日是4月1日」，但會保留保安和工程部等員工。 |          |
| 3月  | 24日 | 通訊事務管理局決定不會繼續進行暫時「吊銷亞視免費電視牌照」的程序，因亞視牌照將於8日後屆滿，8日內完成程序有困難，亦不符合善用公帑原則，不過通訊局亦會保留對亞視採取行動及程序的權利。 |          |
| 3月  | 28日 | 中國趨勢公布由於亞視沒有履行去年11月訂立的股權轉讓協議，亦未有償還相關的首付款300萬元，公司未能獲得協議下的權益，包括亞視品牌、1萬1千多個小時節目的版權、辦公室使用權、節目播放權等，前兩項損失合共3億1500萬元，相信有可能會成為亞視的主要債權人，考慮提出新的重組方案。 |          |
| 3月  | 30日 | 信報刊登何子慧專訪，何子慧指協盛協豐3億元貸款3月29日已到位，強調4月1日之後亞視不會死；但報道指協盛協豐消息人士並未聽聞公司已將3億元款項給予亞視。 |          |
| 3月  | 30日 | 中國創新投資發出聲明指若中國文化未能於4月1日償還1500萬元將於英屬處女群島申請中國文化清盤，公司曾付出1500萬元予中國文化作為收購亞洲電視國際推廣有限公司的誠意金，但3個月期內「中國文化未能提供節需的資料作盡職審查之用，包括該目標公司之最新財務報表，故要求退還1500萬元誠意金」。 |          |

### 2016年4月2日後
| 月份 | 日期 | 事件 | 參考資料 |
| ---- | ---- | --- | -------- |
| 4月  | 1日  | 早上9時，地政總署於慈雲山發射站貼出告示指由即日起接管土地，電訊盈科和港台工程人員隨即進入發射站為頻譜交接做準備。亞視廠房則因保安原因而不向公眾開放，更曾一度於大閘旁貼出告示指所有車輛不可進入，其後取走相關告示令職員車輛可進入。 |          |
| 4月  | 1日  | 下午3時，亞視主要投資者中國文化傳媒召開記者會，何子慧對停播感到萬分遺憾，但尊重政府在一年前的決定。何子慧指現時亞視要先做債務重組，聲稱中國文化傳媒有10億作債務重組，會繼續申請免費電視牌照。何子慧指協盛協豐3億元貸款日前已到位，一個月內會有額外7億元資金到帳，司榮彬亦計劃再注資20億元，而亞視現有21億的債務，何子慧指「亞洲電視傳媒集團會將這些債務作為一個重組的方案，通過一個獨立第三方的審計；第二個方案，我們會照顧所有員工的薪金以及對員工進行重新招聘，以融入集團不同的發展方向；第三個，我們作多元化發展，作為一個全媒體。」 而中國文化傳媒集團擁有亞視四百多套劇集的永久版權，未來將翻拍電視劇。另外，亞視租用了亞洲7號衛星將亞視節目由香港、美洲、澳洲擴展至全球，特別是一帶一路的國家，亞洲衛星電視將有ATV1香港、ATV2國際同ATV3影視三個頻道。 |          |
| 4月  | 1日  | 晚上8時開始，有不明機構透過面向全亞太地區的亞洲7號衛星以亚洲卫视一台及亚洲卫视二台名稱作訊號測試，內容為播放亞視劇集。 |          |
| 4月  | 1日  | 晚上11時15分，德勤發出聲明指「亞視廣播牌照午夜到期後將保留約30名員工以保存亞洲電視的資産」；德勤指「亞視現時沒有足夠資金繼續營運，而德勤尚未收到任何就亞視如何在廣播牌照期滿後繼續營運的實質性方案，包括亞視在除本地免費電視頻譜外，在其他媒體廣播的可行方案」；德勤亦指中國文化傳媒曾向德勤提交兩份重組方案而德勤亦作出查詢，其中一個要求為「資金證明」，包括「聲稱來自協盛協豐控股有限公司港幣3億的借款」，但中國文化傳媒並無作任何實質回應。德勤指何子慧舉行的記者會並無得到德勤同意，只有德勤有權管理亞視的事務，中國文化傳媒未經允許情況下發表的任何陳述「並不代表或約束亞視或德勤立場」。 |          |
| 4月  | 1日  | 晚上11時59分，亞視未有播放「告別卡」，最後只是出現藍畫面後被停止訊號。 |          |
| 4月  | 4日  | 亚洲卫视一台及亚洲卫视二台更換台標，增加亞視台徽。 |          |
| 4月  | 6日  | 亚洲卫视一台及亚洲卫视二台停止播放節目，出現黑畫面，其後訊號更被中止。 |          |
| 4月  | 11日 | 通務局主席何沛謙指亞視仍欠51萬元罰款及770多萬的牌費，而亞視目前仍擁有的「非本地電視節目牌照」雖有申請續牌，但「在股權轉動上未交齊資料，而且亞視的清盤聆訊仍在處理中，股權轉權不能繼續進行，通訊局審視相關情況後，認為不能在5月31日前處理有關續牌申請」。 |          |
| 4月  | 13日 | 王征呈請亞視清盤案於高等法院提訊，王征一方指有「投資者」願以5000萬解決前員工欠薪問題，向法庭呈交誓章透露正有投資者商討重組方案，將達致協議階段，強調會以解決前員工欠薪為先，故要求將聆訊押後4星期，但王征一方未有透露投資者身份。中國文化傳媒一方的何子慧擬陳詞時被法官阻止，要求「須由董事或律師代表方可陳詞」。何子慧於庭外表示一向有一個重組方案，首先以已籌備的5000萬解決欠薪，其次是分兩次歸還王征的債務，今日才得知王征一方的重組方案，指王征一方未有透露。德勤及中國趨勢對「押後申請」表示中立，兩名前員工代表律師則指「擔心投資者未能支付所有欠薪，故表明若未能取得所有欠薪，將取替王征以債權人身分申請亞視清盤」。法官最後批准案件押後至4月18日。                                                                                                  |          |
| 4月  | 18日 | 王征呈請亞視清盤案於高等法院處理，王征一方指現有3個重組方案，並透露王征於4月16日與潛在投資者趙東達成債務重組協議，並簽署意向書，條款包括同意先後付共6,000萬支付員工欠薪，若於4月30日達成協議會於3個工作天內先向破欠基金填數，並於10月15日前付清欠薪尾數，王征一方要求將案件押後28天。德勤一方指「關注方案是否盡快向被欠薪的員工發薪及向債權人還款」，又透露亞視剩下資產6.17億元及大筆相信不能討回的借貸，由於合約所限「亞視現仍向海外播放節目，但盈利微薄，亞視現只剩160萬元現金，若沒有注資僅能維持約兩至三周的營運」。中國趨勢表示將再注資換取亞視的股權，並會借出5億港元給亞視。中國文化傳媒亦有提出債務重組方案，並準備好1500萬支付員工欠薪及先投資300萬支持亞視運作。 法官將案押後至5月3日再訊，期間各方須提交有關的重組方案及陳詞。                   |          |
| 4月  | 27日 | 中國文化傳媒發表聲明指「早前已向亞視屬下公司亞洲電視企業購入亞視所有7046小時的電視劇集全球永久版權，並已全數付費，否認偷錄亞視片庫影片。根據買賣合約，亞視需向中國文化傳媒免費提供錄製該批節目母帶的硬盤服務，有關母帶自轉讓生效日起已屬中國文化傳媒的資產，又指去年4、5月簽署合約，合同的有效性已獲董事會確認。」 |          |
| 4月  | 28日 | 中國趨勢控股提出亞視債務重組方案，包括「即時全數支付員工截至4月1日前所有欠薪及臨時清盤人費用」、「提議將債權轉換股權」、「將財富風暴互動電視平台的大中華區節目使用權及平台的『廣告分成權』、『電商分成權』兩項收益注入亞視」，並提供5億元貸款供亞視日常營運，年息9%。方案提出「亞視易名為『ATV』，採用林百欣年代台徽，體現亞洲電視最輝煌之年代及亞視精神」。 |          |
| 5月  | 3日  | 王征呈請亞視清盤案於高等法院提訊，臨時清盤人德勤指王征已與新投資者於4月30日簽署買賣協議，願購入其股份及涉及19億元的債權。新投資者是由司榮彬新成立的公司「Star Platinum Enterprise Limited」，並已將5000萬元交給羅拔臣律師樓，用作處理欠薪。Star Platinum Enterprise Limited又願意每月支付500萬元供亞視營運，為期半年，並於首月向德勤支付150萬元費用。庭上透露已有530名亞視員工申請破欠基金，勞工處估計涉款8,800萬元，德勤表示需待勞工處提供確實數字再轉告司榮彬一方。司榮彬一方指「8,800萬元的金額未扣除強積金，餘額應少於5,000萬元，故司榮彬一方足以應付」。法官估計方案落實員工可於4周內收到欠薪，並將案件押後至5月30日再訊，待各方落實方案。 |          |
| 5月  | 10日 | 中國創新投資公布英屬處女群島法院於5月9日對中國文化傳媒發出清盤命令。 |          |
| 5月  | 24日 | 通訊事務管理局新聞公報指由於通訊局無法處理亞視的非本地電視牌照續期申請，所以亞視的非本地電視牌照的有效期將如期於5月31日屆滿。由6月1日起，亞視須停止提供《廣播條例》所指的非本地電視服務。亞視的非本地電視服務包含一條二十四小時播放的廣東話頻道「亞洲電視本港台」，為內地觀眾提供資訊娛樂節目。通訊局指亞視違反「非本地電視牌照」條款在4月1日提前停止提供非本地電視節目服務，原先打算施加最嚴厲懲處撤銷亞視的非本地電視牌照，「不過考慮到有關的牌照將於月底屆滿，而亞視正處於清盤法律程序，向亞視施加懲處亦不能達到實際規管目的，而且要進行公開聆訊，並不符合善用公帑的原則」，決定不向亞視施加懲處 |          |
| 5月  | 30日 | 王征呈請亞視清盤案於高等法院審理，司榮彬一方表示已支付了142名員工拖欠薪金，另有270人有數額或授權書等問題處理中，清盤人陸續聯絡其他員工，只有20多人因在內地、英國工作而未能聯絡到。德勤一方透露亞視停止了美國和加拿大廣播，要求法官批准出售廣播器材獲法官批准。佔亞視約47.58%股權的Antenna Investment Ltd有優先購入股份權，有關亞視股權轉讓有爭拗，需時處理，案件押後7月11日再訊，讓亞視股東繼續股權轉讓。 |          |
| 6月  | 3日  | 勞工處決定檢控亞視及董事司榮彬，發出合共101張傳票，其中有57票檢控亞視「涉嫌故意及無合理辯解、不按《僱傭條例》的法定時限支付工資」，另外的44票則檢控該名董事「涉嫌同意、縱容或疏忽令亞視違例欠薪」，案件於6月28日在沙田裁判法院答辯聆訊。勞工處亦指會繼續處理「亞視前僱員提出的破產欠薪保障基金特惠款項」的申請，共收到接近550份申請，並已於4月7日起分5次向257名申請人發出約1,265萬元的「特惠款項」。 |          |
| 6月  | 28日 | 亞視及司榮彬因拖欠員工薪金遭勞工處票控，案件提堂進行答辯。亞視臨時清盤人德勤代表亞視承認57張傳票，代表律師陳向榮求情指「33名欠薪員工中的31名員工薪金已由公司及破欠基金支付，剩下的兩人分別是一名攝影師及演員蔡國威，代表指亞視欠攝影師600多元，但雙方對欠款有爭議，尚未解決；另已準備支付蔡國威共6萬多元薪金，但未能聯絡到他」，又指公司「資不抵債，欠債約30億，當中7億元為子公司的欠債，其中欠王征19億元；司榮彬持有的新公司Star Platinum Enterprise Limited早前承諾每月存入500萬至公司戶口，過去兩月亦有遵守承諾，故公司現有1060萬現金」；代表又指亞視現有22名員工，包括保安員及工程人員，指德勤接手後「唔會再請好多人返嚟，又出唔到糧」，故重犯機會低，被判罰76.4萬元；司榮彬否認44張傳票，案件押後至9月7日再審。                                        |          |
| 7月  | 11日 | 亞視清盤案早上再於法院處理。庭上透露王征有意要求法庭認可他與新投資者司榮彬之間的股份交易，但持亞視47.5%股份的Antenna Investment Ltd（即蔡衍明一方）反對，指現有股東有優先權買股份。另亞視及司旗下另一公司中國文化，其債主中國趨勢亦提反對，聲稱被司欠下逾億元，中國文化在海外已被清盤，擔心司未能還錢。司榮彬旗下Star Platinum Enterprises Ltd已共支付2,800萬元繳付員工欠薪，只餘49員工的欠薪因為技術問題未處理。法官今則質疑，指亞視已停止廣播，問司一方亞視還有何價值，為何司仍有興趣買亞視。司的律師未能回答 ，只重申司已按照承諾付欠薪等拯救行動。法官將清盤案押後至9月5日，另認可股份交易申請，則押後至8月12日，各方期間可向呈交證據。 |          |
| 8月  | 1日  | 香港《信報財經新聞》披露司榮彬靠借貸投資亞視，由於其欠債逾期不還，令亞視債權人身份被債主協盛協豐取代。報道指，協盛協豐於2016年7月29日公布，司榮彬未有如期支付首筆941.4萬元貸款利息，已構成違約。由於司榮彬以抵押旗下中國文化傳媒國際全部股份進行貸款，因此協盛協豐已取代司榮彬處理有關收購亞視的若干股權及債務事宜。根據司榮彬早前與協盛協豐訂立的貸款協議，司一方抵押中國文化傳媒國際全部股份，以年利率12厘貸款3億元，以用作收購亞視債務。貸款提取日起計，每3個月支付利息，第一筆941.4萬元利息已於7月27日到期。協議列明，若任何到期款項逾期未付，則構成違約事項。同時協盛協豐一方亦表示，會繼續挽救亞視，包括收購其債務及控股權，以及在適當時進行計劃安排。在執行上述計劃後，將會進一步評估亞視的業務。                                                    |          |
| 8月  | 9日  | 亞視因拖欠33人去年11月至今年2月薪金逾89萬元而遭勞工處票控，臨時清盤人德勤代表早前代公司認罪，判罰款76.4萬元。控方當日按《僱傭條例》第65條申請支付欠薪命令，惟由於亞視清盤案仍有變數，董事司榮彬涉縱容欠薪案亦未審理，案件押後至12月8日再訊。勞工處一方今指，亞視清盤案件將於本月12日及下月5日在高院處理，結果會對本案有影響，勞工處亦需時與德勤及破欠基金確認補付欠薪的情況，故建議待清盤聆訊及司榮彬案完成後才處理。控方並於庭上指，不知為何亞視清盤案拖延了一段時間。 |          |
| 8月  | 11日 | 積金局擬向亞視作出檢控，發出51張傳票，由於亞視正遭申請清盤，法庭已委任臨時清盤人，故律政司代表當日向高等法院聆案官申請許可，向亞視展開刑事檢控程序，獲聆案官批准。據悉，積金局擬向亞視發出51張傳票，指亞視涉嫌於2015年10月至2016年1月欠供強積金，涉及11名員工共約8萬多元供款，涉違反《強制性公積金計劃條例》。 |          |
| 8月  | 12日 | 王征一方與投資者司榮彬旗下公司Star Platinum Enterprises Limited達成股權買賣協議，當日向高院申請要求批准股權轉讓，在亞視另一股東蔡衍明及另一債權人中國趨勢不反對下，法官頒令批准有關股權轉讓。至於清盤呈請則於9月5日再訊。 |          |
| 9月  | 3日  | 龍富路青山發射站凌晨因發電機著火發生火警，火警地點屬亞視設施範圍，土地已交還政府，但仍存放器材。火警地點與無綫發射塔相距不遠，波及發放模擬廣播訊號的線路，無綫及港台模擬廣播一度受影響，於10時左右回復正常，數碼電視訊號設施未受波及。 |          |
| 9月  | 5日  | 亞視清盤案再提訊，司榮彬旗下的Star Platinum Enterprises Limited與王征就股份轉讓協議仍未完成，王征一方指仍需時完成交易，要求押後清盤聆訊，各方不反對，聆訊押後至下月31日再訊。 |          |
| 9月  | 7日  | 司榮彬涉嫌拖欠員工薪金被勞工處發44張傳票票控，案件預審，早前否認控罪的司榮彬沒有到庭，黃守東及部分亞視前員工到沙田裁判法院旁聽。控方指「兩日前才收到亞視董事局會議錄音，當時司榮彬曾經就欠薪發言」，控辯雙方認為要更多時間準備文件，申請將案件押後。主任裁判官批評進度不理想，押後到10月17日再作審前覆核。 |          |
| 9月  | 23日 | 協盛協豐收購亞洲電視的銷售股份及主要債務，總代價為以5億港元（銷售股份代價10,000,000港元及主要債務代價490,000,000港元），佔發行股份689,934,950股，已發行股本約52.42%，其賣方支付280,000,000港元。 |          |

## 起緣
2014年4月22日，查懋聲及查懋德聲稱被亞視拖欠2億9,100萬元，採取入稟行動。6月29日，亞視董事局通過決議，借出二億九千萬元還款給查氏兄弟。同月30日，亞視向員工聲稱受清盤案件影響，銀行帳戶均被凍結，無法及時發放六月份的薪金。
7月初，獲主要投資者王征和黃炳均妻子在內的盛氏家族提供資金，亞視向二億九千萬元還款給查氏兄弟，暫將銀根問題解決。9月5日，通訊局通知亞視「建議行政長官不為免費電視牌照續期」的消息，主要投資者王征停止注資。

### 初步建議不續牌 欠薪開始
10月7日，亞視深夜發表致員工聲明指，公司目前的賬面餘額不足以支付9月份的工資薪酬，正與股東及可能借款方溝通。10月16日，勞工處向亞視發警告，要求盡快支付拖欠員工薪金。10月23日，亞視向約900名員工支付拖欠的9月份欠薪，資金來自大股東黃炳均及王征，亞視會盡快發放延遲支薪的利息。11月初，獲黃炳均提供資金，亞視如期向員工發放10月份薪金。11月25日，亞視股東蔡衍明要求香港高等法院頒令接管亞視一案續審中，蔡衍明委任的資深大律師蔡源福透露，通訊局於9月就亞視續牌初步建議不續牌，亞視去年淨虧損達3.78億港元；而王征於8月停止注資，11月初向亞視追討10億港元，否則申請亞視清盤。

## 持續欠薪
12月初，亞視再度拖欠員工薪金。同月8日，蔡衍明要求委任獨立監管人入董事局並要黃炳均出售股份一案勝訴，法官指王征操控亞視，致通訊局建議不續牌。法官下令委任獨立監管人，黃炳均須出售Panfair所持的10.75%亞視股份予第三者；黃炳均、王征輸堂費，盛品儒則須承擔亞視因王征違規操控而遭通訊局懲罰的100萬元。同月13日，執行董事葉家寶承認亞視未向約700名員工發放11月份薪金，涉款1,500萬元。同月17日，新聞部發出最後通牒，計劃在員工按法例被遣散當日，即1月1日停止運作。同月22日，勞工處介入事件，派人到亞視提供協助，為員工進行登記，並向亞視發出警告信，有員工指公司內部士氣低落。葉家寶引述王征及黃炳均表示不會再注資亞視，指「盛家過去五年已注資超過二十億港元，差不多已完成歷史使命」。新聞部向管理層發出公開信，如12月31日仍未發放工資，僱傭合約會被視為「變相解僱」，新聞部將不能保證元旦起提供正常新聞採訪，「為公眾帶來不便，亦非新聞部所願」。同月23日，高等法院委任德勤合夥人黎嘉恩及何熹達擔任亞視經理人，加入董事局，為公司尋找行政總裁人選。同月24日，德勤召開記者會，希望有「白武士」投資亞視；亞視同日下午召開董事會，委任德勤黎嘉恩及何熹達成為公司獨立非執行董事。同月29日，亞視執行董事葉家寶表示會向員工發放11月一半薪金，使用約600至700萬元，約1月5日才發放餘下一半薪金，但如果在2015年1月1日未能發放餘下的工資，仍然等於變相解僱員工；而新聞部編輯主任羅佩琼指元旦起新聞部會縮短新聞時間。勞工處勞資關係科高級勞工事務主任李志聰表示，亞視欠薪問題抵觸僱傭條例，屬於違法，若有足夠證據，勞工處將提出檢控，目前正等候律政司意見。同月30日，亞視員工收到11月份的一半薪金，新聞部編輯主任羅佩琼明言拒絕接受「發半薪」安排，將在元旦日離職。羅佩琼又指已建議下月起縮減約三分一新聞時段，較側重國際新聞，縮減本地新聞。

### 員工流失 製作減少
2015年1月1日，亞視因資金緊絀而拖欠員工薪酬，節目播映受到影響，取消播出新聞節目《亞洲早晨》、《ATV焦點》、《新聞簡報》、《普通話新聞》、《Sports@TV》等。原時段改為重播《爸爸兩邊走》、《香港百人》等劇集與資訊節目。同時縮短《理財博客》及其餘粵語及英語新聞播放時間，改為播映《ATV 這一家》，報導亞視欠薪、放盤消息，及重播劇集。黃金時段外購劇集改以重播劇集代替播映，重播《計中計狀元財》、《萬家燈火》及韓劇《鄰居冤家》。
同月7日，亞視發放11月份的餘下半份薪金，但未能確定何時發放12月的薪金。同月13日，亞視管理層以「解燃眉之急」為由，單獨約見員工並遊說員工簽下承認向大股東黃炳均名下公司昌興物料（國際）有限公司借錢的收據，一經簽署可獲發一張等同12月份薪金的支票，離職須立即還錢。同月23日，亞視旗下亞洲會製作《萬眾同心撑亞視》義演，晚上19:30-23:25於本港台及亞洲台同步現場播放，設立熱線供市民「加油」，希望各界相助亞視，出席藝人包括朱慧珊、蔡國威、劉錫賢、黃集鋒、宮雪花、亢帥克、李龍基、陳嘉桓、張崇基及張崇德、立法會議員梁美芬等。now TV派出梁思浩和李麗蕊上演《娛樂審死官》，立法會主席曾鈺成拍攝打氣片段，無綫派出數十名藝員錄製片段，包括郭晉安、蔡少芬、王祖藍、鍾欣潼、周柏豪、陳法蓉、劉丹、錢嘉樂和陳凱琳等。同月26日，亞視經理人德勤協助黃炳均出售10.75%股權招標截止，德勤指收到數份投標建議書，需一至兩星期詳細審閱。同月30日，亞視向月薪2.2萬元以下的員工發放12月份全數薪金，佔亞視600多位員工總數八成。2月2日，第1批亞視前員工入稟勞資審裁處追討欠薪，部分人跟亞視和解，2月15日會獲發欠款。同月10日，有人於香港討論區圖文並茂指出網絡公司易租站（ecrent.com）與王征及黃炳均「簽文件」，易租站回覆時確認事件，但「暫不方便提供詳情」。同月11日，德勤合夥人黎嘉恩公佈有3人投標收購黃炳均的股權，均有意購入50%以上股權，但主要債權人王征不滿三人出價，仍在商議。亞視召開記者會，執行董事葉家寶表示名媛趙曾學韞會發起「一人一股救亞視」行動，呼籲亞視支持者投股認購10.75%股權。同月12日，第2批亞視前員工入稟勞資審裁處追討欠薪，大部份人事前和亞視達成和解，15名前員工只有兩人上庭。

### 為籌集資金 經典片庫嚴重流失
月中，亞視向多方出售近600套粵語、國語、潮語長片，包括中聯公司及光藝製片近300套出品，合計賣出約900小時，包括《難兄難弟》、《十兄弟》及白雪仙演出作品等。300套長片由無綫以近700萬元購入，包括李小龍未成名時的及楚原和秦劍執導的作品，部分因年代久遠出現損壞；300套落入神秘買家手中，部分則捐予「電影資料館」。同月17日，亞視於下午向鄧成波出售位於荃灣的農地，涉及約一千萬元；亞視亦變賣在惠州和增城的5套物業。亞視以近500萬元向蕭定一旗下的中國3D數碼娛樂有限公司出售1977年至1981年由蕭若元創作的29套電視劇「永久版權」，包括《大地恩情》、《大內群英》系列、《大丈夫》、《鱷魚淚》、《天蠶變》、《天龍訣》、《太極張三豐》及《浮生六劫》，集數合共1067集。無綫以1000萬元買入2000小時，相等於約80套武打劇集香港地區及獨家海外播映權，包括張家輝及甄子丹等昔日舊作《洪熙官》、《中華英雄》及《精武門》等，亞視仍可播出有關劇集。葉家寶諮詢律師及會計師後指「一人一股救亞視」過程複雜，決定「不再積極推行計劃」。亞視內部員工表示製作部助理副總裁冼偉智透過堂兄冼國林名下財務公司「第一信用財務」向亞視全職員工免息借貸一萬元過年，而借貸與亞視並沒有任何關係，冼偉智亦不涉及任何金錢利益。同月18日，亞視透過賣地及賣斷節目版權，在大除夕向所有員工支付1月份薪金和部分員工的12月份欠薪，並在2月18日期限前向通訊局繳交約一千萬的第1期牌照費。

### 持續售出片庫 欠薪情況改善
3月初，透過變賣資產，亞視如期向員工發放2月份薪金。同月11日，《中國證券報》指創業板上市公司皓文控股擬購入亞視逾半股權，皓文控股晚上證實有意收購亞視，惟只是初步階段，如有屬實，則須進行集資活動。同月17日，亞視繳交第2期牌費限期前夕，無綫與霍士娛樂以700萬元購入亞視500小時非武打劇集香港地區及獨家海外播映權，包括《再見艷陽天》、《我和殭屍有個約會》系列、《我和春天有個約會》、《影城大亨》及《縱橫四海》等，亞視仍可播出有關劇集。

### 「放棄掙扎 氣數已盡」
3月26日，《財新網》刊登王征專訪，王征形容亞視命運「氣數已盡」。王征表示，於2013年8月通訊事務管理局裁定他干擾亞視日常營運後，家族內部已決定不再支持亞視，尋找接盤人；但最後一名「白武士」於3月21日回絕出資拯救亞視，他決定放棄最後的掙扎，58年歷史的亞洲電視很可能於3月底關閉。亞視發表聲明澄清，指「王征並未說過亞視『氣數已盡』，而一直為亞視的戰鬥精神和市民的支持而感動」；執行董事葉家寶則重申現時的運作一切正常，指王征並未說過亞視「氣數已盡」，不相信亞視會於月底倒閉。

### 關鍵「驚心動魄48小時」
3月31日，亞視於《六點鐘新聞》單方面宣佈大股東黃炳均及主要投資者王征將旗下控股權轉讓予香港電視網絡主席王維基，並將豁免亞視所欠的大部分債務。交易尚需得到法庭同意，並需得到通訊局批准。4月1日，香港電視網絡在早上發出澄清公告，指王維基並未與王征達成股權轉讓協議。亞視經理人德勤會計師行於下午2時突然召開記者會，宣布成功為亞視找到投資者。雙方於該天早上簽訂買賣協議條款書，在亞視成功續牌後收購大股東黃炳均手上五成二股份，以及亞視欠王征的債務。德勤黎嘉恩指出條款書會在一個月內簽正式買賣合約，之後繼續申請復牌程序；但必須成功續牌才可完成買賣。雙方簽訂的買賣協議條款書印有一間名為「AID PARTNERS」的公司信頭，黎嘉恩指出買家是一家香港人持有的公司（並非香港電視網絡），簽署後會注資支薪。

### 不獲續牌
由於亞洲電視的香港免費電視牌照於2015年11月30日屆滿，香港政府本應於2014年11月由行政會議宣布決定，但一再拖延。香港政府行政會議於2015年4月1日下午召開特別會議，商討亞視續牌事宜，並決定不續牌予亞視；同日傍晚時任商務及經濟發展局局長蘇錦樑宣布，行政長官會同行政會議決定亞洲電視的現有免費電視牌照不獲續期。通訊局按照廣播條例給予12個月的通知期，故亞視可以提供免費電視服務多12個月，至2016年4月1日正式結束免費電視廣播。亞洲電視聲明指出，在投資者已落實的情況下，政府仍不續牌，亞視對有關決定表示意外和憤慨，亞視將繼續抗爭，並不排除採取法律手段。

## 不獲續牌之後
4月2日，透過變賣資產，亞視如期向員工發放3月份薪金。同月13日，香港電視網絡建議租用亞視模擬本港台及數碼11台頻道，每日播放4小時港視節目，廣告收入五五分賬，每月亞視另外獲得最少500萬元收入；港視要求亞視在4月20日下午5時前回覆，亞視稱保持開放態度。同月20日，香港電視網絡回覆期延長至4月27日下午5時，葉家寶反建議港視將保底費加一倍至1000萬港元，租用時數則減至1每天3個小時。同月27日，香港電視網絡發出公告指有關租用亞視頻道播放節目建議在下午5時正式作廢。5月7日，透過銷售節目和廣告，亞視於下午5時以現金支票形式向員工發放4月份薪金。

### 免費牌照的最後台慶
5月21日，《香港蘋果日報》刊登亞視執行董事葉家寶專訪，表示「若再沒有股東或投資者注資，最壞情況下將於亞視58周年台慶日（5月29日）舉行紀錄片節目並正式光榮結業」。同月22日，葉家寶澄清亞視5月29日結業是誤會，強調說法只是若亞視可在台慶日結業也「不錯」，純屬假設；董事會及管理層盡最大努力，令亞視可以繼續營運。同月29日，亞視於台慶日以自動轉帳方式向全體約500名員工發放5月份的薪金，是亞視數月來再次能在月底前發薪。

## 再現生機
6月12日，亞視舉行「58週年員工盆菜宴」，執行董事葉家寶結上象徵亞視前景一片光明的橙白領呔，並多謝五百多位員工堅持不放棄。葉家寶宣佈新投資者於6月11日成功與股東簽署買賣合約，買入黃炳均持有的52.41%亞視股份。他指新投資者承諾「大做亞視」，期望3年打造亞視成「亞洲文化傳媒集團」。7月3日，亞視員工於下午陸續收到公司以現金支票形式發放的6月份薪金。8月7日，新投資者注資亞視，亞視以現金支票形式發放的7月份薪金。

## 再陷欠薪危機
9月7日，亞視仍未發放8月份薪金，再度拖欠員工薪金；葉家寶於博客直言「心力交瘁」。

### 正式公佈中國文化傳媒入主亞視
9月9日，亞視管理層舉行記者會，執行董事葉家寶、高級副總裁劉瀾昌、副總裁劉建城、新任營運總裁馬熙及亞視•中國廣東省董事長何子慧出席。葉家寶宣佈中國文化傳媒國際控股有限公司購入黃炳均52.41%的股權，其中41.66%完全交易成功。同月15日，亞視向大部份員工發放8月份薪金，尚餘包括葉家寶在內的20多位高級管理層未發放薪金。同月16日，亞視向20多位高級管理層發放8月份薪金。同月24日，亞視舉行員工大會，管理層承諾會準時支薪。執行董事葉家寶未有出席，但強調「現階段所有欠薪問題已解決，自己已竭盡所有方法確保員工獲取工資」。

### 加薪加開頻道 最終未有落實
9月29日，亞視加開兩條頻道獲通訊局批准，葉家寶預料10月將陸續轉換頻道；營運總裁馬熙預料10月調整員工薪金。

### 葉家寶欠薪案開審 葉獲公開支持
10月2日，葉家寶被控拖欠員工薪金案在沙田裁判法院開審，葉家寶對102項票控均不認罪，得到近300名亞視員工撰寫公開信支持。同月9日，葉家寶獲聘為協盛協豐控股有限公司的行政總裁及執行董事，即日生效。11月27日，葉家寶被指疏忽或縱容亞視拖欠24名員工薪金及超時津貼被裁定其中100項欠薪罪罪成。12月2日，執行董事葉家寶疏忽或縱容導致亞視欠薪到區域法院應訊，幾十名親友到場聲援，葉家寶被判罰15萬元。葉家寶表示「不明白為何一名受薪員工要負刑責」，但接納法院判罰，須於兩個月內繳交。

### 不斷拖欠薪金 葉家寶辭任執行董事
11月14日，亞視兩次未能在限期前繳交罰款，被通訊局罰款7萬元。12月6日，亞視因欠交差餉和地租，遭政府入稟追討兩年合共7個季度約924萬元的欠款及額外利息。同月7日，亞視收到投資者借貸資金，向超過一半員工發放11月薪金。葉家寶於晚上九時發佈以「辭去執行董事職務」為題的網誌，以不能再「以身試法」為由，辭任龍維有限公司於亞洲電視董事會代表董事的職務；及向亞洲電視董事會辭去亞洲電視執行董事的職務，但留任高級副總裁。同月8日，原定錄影的《第27屆ATV2015亞洲小姐競選》射擊節目因財困問題取消。同月15日，亞視未在10月31日或之前提交「2014會計年度審計帳目」，通訊局決定向亞視施加罰款10萬元，限期後每周罰款1萬元直至亞視提交帳目為止。月中，葉家寶辭任高級副總裁，12月25日開始離職前休假。

## 受影響製作

### 本港台
- 2015年1月1日開始：
  - 取消播出星期一至六《亞洲早晨》。原時段改為06:30-07:30重播《爸爸兩邊走》（2月11日起重播《唐伯虎三戲秋香》）及07:30-08:30重播《香港百人》（3月2日起重播《豪門》），另外星期一至五08:30-08:45改為播映《ATV 這一家》（1月2日及5日分別改為重播《ATV每日一歌》及《ATV焦點》而除外）；《亞洲早晨》於8月1日起復播。
  - 取消播出廣告時段內的《新聞簡報》。
  - 縮短《六點鐘新聞》播放時間至20分鐘，而騰出的時間改為18:45-19:00重播《香港百人》（1月1日及2日、1月23日至2月8日播出《ATV每日一歌》；2月9日至3月8日播出《開心詞堂》；3月9日起播出《草本茗家》）。
  - 星期一至五的《夜間新聞》維持在22:30-22:55播出。而星期六、日的《夜間新聞》改於23:15-23:40播出，而騰出的時間23:40-23:50改為播出《ATV每日一歌》。
- 2015年1月2日開始：
  - 縮短《理財博客之投資多面睇》播放時間至45分鐘，而騰出的時間改為13:45-14:30重播《再造繁榮》（1月2日則播出《回首2014 - 全球風雲》）。
- 2015年1月3日開始（星期六、日）：
  - 原定星期日節目《我要上ATV春晚》取消製作[291]，星期日21:35-22:30改為播出《得意羊羊迎新春》（重播以往人氣春晚）。
  - 《夜間新聞》縮短播放時間，於23:15-23:40播出，而騰出的時間23:40-23:50改為播出《ATV每日一歌》。
- 2015年1月5日開始：
  - 亞洲劇場（19:30-21:00）《非緣勿擾》播映完畢，外購劇集改以重播劇集代替播映，即日起本港台《計中計狀元財》延至20:00結束，而晚上20:00-21:00時段再次重播《萬家燈火》
  - 不少自製節目停止製作，停播《星動亞洲》、《亞洲政策組－政改點樣改》。本港台15:35-16:00重播《親親 親人》，21:00-22:00重播韓劇《鄰居冤家》。
  - 《國際財經視野》刪減播映次數，只於星期一至五22:00-22:25播映，08:45-09:15時段重播《亞視百人》。
  - 停止播映《ATV焦點》，改為製作《ATV 這一家》，於星期一至五08:30-08:45、18:35-18:45、10:55-11:00播映，報道亞視最新進展，匯報亞視欠薪、放盤消息，亦有員工打氣環節，由蔡國威和劉錫賢主持。
  - 取消在畫面右上角長期顯示節目名稱。
  - 取消非黃金時段的節目預告。
- 2015年1月10日開始（星期六、日）：
  - 自製節目《Sports@TV》暫停製作，23:00-23:13改為重播《ATV 這一家》。
- 2015年1月17日開始（星期六）：
  - 於21:30-22:30播映的自製節目《高志森微博》改為重播舊節目。
- 2015年1月23日：
  - 於19:30-23:25於本港台及亞洲台現場播放特備節目《萬眾同心撐亞視》。
- 2015年2月5日至17日期間：
  - 重播韓劇《鄰居冤家》縮短至半小時，於21:00-21:30播映。
  - 自製節目《把酒當歌》由23:05-23:40提早至21:30-22:00播映。
- 2015年2月7日開始（星期六）：
  - 重播節目《陌生的故鄉 - 澳洲華人剪影》，於22:30-23:00播映。
- 2015年2月26日開始：
  - 重播劇集《計中計狀元財》播映完畢，改以重播劇集《女神辦公室》（19:00-19:30）及《婆婆來了》（19:30-20:00）。
- 2015年3月1日開始（星期六、日）：
  - 自製節目《Sports@TV》恢復製作，於23:00-23:13播出。
- 2015年3月9日開始：
  - 於星期一至五23:35-23:50播映新節目《環遊世界》，並於08:30-08:45重播。
- 2015年3月9日至13日期間：
  - 重播韓劇《鄰居冤家》縮短至半小時，於21:00-21:30播映。
  - 於星期一至五21:30-22:00現場直播新節目《打吡睇真D》。
- 2015年3月15日開始（星期日）：
  - 重播節目《肥媽老友記》，於21:30-22:30播映。
- 2015年3月18日：
  - 為紀念亞視前董事會主席兼行政總裁邱德根離世，於20:00-22:00播映現場直播特備節目《永遠懷念您 邱德根先生》，由朱慧珊及劉錫賢主持。
- 2015年3月29日開始（星期日）：
  - 重播節目《肥媽老友記》，改於22:00-22:30播映。
- 2015年4月6日：
  - 《國際財經視野》於23:35-00:05播映最後一集。
- 2015年4月7日開始：
  - 《國際財經視野》結束製作，改以重播節目《開心詞堂》。
- 2015年4月12日開始（星期日）：
  - 於22:00-22:30播映的重播節目《肥媽老友記》被腰斬，改於22:00-23:00播映新訪談節目《下一站諾富》。
- 2015年5月18日至7月31日期間：
  - 取消播出《十二點半新聞》、午間《經濟快訊》及午間《天氣報告》（與亞洲台聯播）。
- 2015年7月5日開始：
  - 最後一次播放香港賽馬會賽馬節目《賽馬直擊》，2015年9月開始，該節目改由無綫電視J2及明珠台播映；《下一站諾富》結束製作。
- 2015年7月24日開始：
  - 播放或轉播4:3的節目時，寛屏信箱都取消畫面框外彩帶，改版成傳統的黑邊。
- 2015年7月30日開始：
  - 最後一次播放《六合彩》，2015年8月1日開始，該節目改由無綫電視J2播映。
- 2015年8月1日開始：
  - 《亞洲早晨》及《十二點半新聞》恢復製作及播出。

2016年2月1日起，再度取消播映《亞洲早晨》、《十二點半新聞》、午間《經濟快訊》及午間《天氣報告》。同月6日起，更取消播映《六點鐘新聞》及《夜間新聞》，但保留《當年今日》、《體育快訊》、晚間《經濟快訊》及傍晚《天氣報告》，但此舉勢違免費電視牌照中「須於每晚6時至午夜12時提供兩節不能少於15分鐘的新聞時段」規定。2月20日起《六點鐘新聞》及《夜間新聞》恢復播映。

### 國際台
2015年1月1日起，亞視新聞部決定即日起停播《普通話新聞》。原時段國際台改為17:30-18:00播出《奇幻寶貝》。
2015年5月1日開始，停止播放中國中央電視台新聞節目《中國新闻》、《新聞30分》和《新聞聯播》（亞視以「中國新聞報道」為節目名稱）。
2016年開始，由於大部分外購節目版權已到期，加上未有資金購入新的節目，國際台大部分時間均為重播以英語配音的廣東話節目如漫遊嶺南綠道、嶺南尋根之旅、企業新領域、暢遊廣東144小時、尋找他鄉的故事等節目。
- 2016年2月3日開始：
  - 取消播映《普通話新聞》。
- 2016年2月6日開始：
  - 取消播映《晚間新聞》及《夜間新聞》。

### 亞洲台
- 2015年1月1日開始：
  - 取消播出星期一至六《亞洲早晨》（與本港台聯播）。原時段改為06:30-07:30重播《爸爸兩邊走》及07:30-08:30重播《香港百人》，另外星期一至五08:30-08:45改為播映《ATV 這一家》（1月2日及5日分別改為重播《ATV每日一歌》及《ATV焦點》而除外）。
  - 縮短《六點鐘新聞》播放時間至20分鐘，而騰出的時間改為18:45-19:00重播《香港百人》（1月1日及2日則播出《ATV每日一歌》）。
  - 取消播出《亞視普通話新聞》（與國際台聯播），下午17:30-18:00改為重播旅遊節目《開心到鎮》（1月1日直播《高清賽馬直撃》及1月2日則播出《回首2014 - 財經要覽》），原亞洲台重播時段（20:00-20:30）改為重播《亞視百人》（1月1日及2日分別播出《回首2014 - 全球風雲》及《回首2014 - 兩岸經緯》）。
- 2015年1月2日開始：
  - 取消播出《新聞報道》。
  - 取消播放《理財博客》早上11:30-12:00和下午15:30-16:30的兩節，只持續早上10:20-11:00的一節，而上午11:00-12:00改為播放劇集《小興安嶺深處》並於下午15:00-16:00重播，而與本港台聯播的《理財博客之投資多面睇》減少節目時間至45分鐘改為下午13:00-13:45，下午13:45-14:00改為播放音樂節目《ATV每日一歌》，下午14:00-15:00改為重播紀錄片《尋找他鄉的故事》，16:00-16:30改為重播紀錄片《再展風華》。
- 2015年1月3日開始（星期六、日）：
  - 原定星期日節目《我要上ATV春晚》取消製作[292]，星期日21:35-22:30改為播出《得意羊羊迎新春》。
  - 《夜間新聞》縮短播放時間，於23:15-23:40播出，而騰出的時間23:40-23:50改為播出《ATV每日一歌》。
- 2015年1月5日開始：
  - 停播《亞洲政策組－政改點樣改》，21:30-22:00、01:40-02:15重播《再展風華》。
  - 停播《星動亞洲》，23:40-00:10、04:50-05:20重播《開心到鎮》。
  - 《國際財經視野》刪減播映次數，只於星期一至五22:00-22:25播映，08:45-09:15時段重播《亞視百人》。
  - 停止播映《ATV焦點》，改為製作《ATV 這一家》，於星期一至五18:35-18:45、10:55-11:00、08:30-08:45、17:00-17:10播映，報道亞視最新進展，匯報亞視欠薪、放盤消息，亦有員工打氣環節，由蔡國威和劉錫賢主持。
  - 取消在畫面右上角長期顯示節目名稱。
  - 取消節目預告。
- 2015年1月10日開始（星期六、日）：
  - 自製節目《Sports@TV》取消製作及於亞洲台的播映，23:00-23:13改為播出《ATV 這一家》。
- 2015年4月7日開始：
  - 《國際財經視野》結束製作，改為重播節目《開心詞堂》。
- 2015年5月1日開始：
  - 停止播放中國中央電視台新聞節目《新聞30分》和《新聞聯播》（亞視以「中國新聞報道」為節目名稱）。
- 2015年5月18日開始：
  - 取消播出《十二點半新聞》（與本港台聯播）。
- 2015年6月1日開始：
  - 全面取消播出《理財博客》節目，亦取消與本港台聯播《理財博客之即市錦囊》及《理財博客之投資多面睇》。
- 2016年2月3日開始：
  - 取消播映《普通話新聞》（與國際台聯播）。
- 2016年2月6日開始：
  - 取消播映《六點鐘新聞》、晚間及夜間《體育快訊》、《經濟快訊》、《天氣報告》及《夜間新聞》。
  - 取消播映《英語晚間新聞》（與國際台聯播）。